# Stabandža
Stabandža falu Bosznia-Hercegovinában, a Bosznia-hercegovinai Föderáció Una-Szanai kantonjában. Közigazgatásilag Velika Kladušához tartozik.

## Fekvése
Bosznia-Hercegovina északnyugati részén, Bihácstól légvonalban 36, közúton 55 km-re északra, Velika Kladušától légvonalban 21, közúton 32 km-re kelet-délkeletre levő dombos, erdős vidéken, az azonos nevű patak völgyében és a környező dombokon fekszik. Bužimska Krajina és Banija határa mentén két folyóvölgy található, a Stabanža, amely Radoča alatt ered, és a felső szakaszon a Skakavac nevet viseli, és a Crkvina, amely Grljevac alatt ered, és amelyet a banijai Previja-hegység kis patakjai erősítenek. Stabanža település patakokkal és patakok völgyeivel határos meredek lejtőkön fekszik. Crkvina nevű része a Crkvina völgyében, míg Ravnici a Radoča alatt található. Stabanža maga többnyire a Stabanža völgyében található, Drenovac pedig Varoška Rijekáig húzódik. Főbb vízforrásai a Medvednjak, a Kobilać, a Bućevac, a Jasika és a Bjelovački Potok. A település szeres szerkezetű, több házcsoportból áll.

## Népessége
| Nemzetiségi csoport | Népesség 1991 | Népesség 2013 |
| ------------------- | ------------- | ------------- |
| Szerb               | 101           | 1             |
| Bosnyák             | 832           | 814           |
| Horvát              | 2             | 4             |
| Jugoszláv           | 0             | 0             |
| Egyéb               | 6             | 92            |
| Összesen            | 941           | 911           |

## Története
A területén található épületmaradványok alapján a település már a középkorban is lakott volt. A neve „Ztabancha”  alakban található a török uralom előtti időkből származó forrásokban. A Crkvina-patak feletti domboldalban egy 12x9 méter nagyságú épület alapfalai találhatók, melyet a neves horvát történész, Radoslav Lopašić az 1334-es és 1501-es tizedjegyzékekben említett stabandžai Szent Márton templom maradványaival azonosított. A település lakossága az 1788 és 1792 közötti osztrák-orosz-török háború idején Banijába menekült és csak a háborút lezáró szvisztovói béke után települt vissza. Az egykori muszlim tulajdonosokra emlékeztetnek a Topalović Njiva, a Hamić Brezik, a Mehnić Šib, a Mahnić Uvala és az Ičanović Glavica helynevek.
A település 1878-ig tartozott az Oszmán Birodalomhoz, ekkor a berlini kongresszus határozata alapján az Osztrák-Magyar Monarchia része lett. A monarchia szétesésével 1918-ban előbb a Szerb-Horvát-Szlovén Királyság, majd 1929-től a Jugoszláv Királyság része. Az 1929-es törvény értelmében, amikor Bosznia-Hercegovinát négy banovinára, Drinskára, Vrbaskára, Zetskára és Primorskára osztották, a település a Vrbaska banovina része lett, amelynek székhelye Banja Luka volt. Jugoszlávia megszállása után a Független Horvát Állam (NDH) része lett. A második világháború után a szocialista Jugoszláviához tartozott. A daytoni békeszerződést követő területfelosztásnál Velika Kladuša község részeként a Bosznia-hercegovinai Föderáció területéhez került.

## Oktatás
A településen a Crvarevaci Általános Iskola területi iskolája működik.

## Nevezetességei
Késő középkori templomának maradványai.